# Alphonse de Polignac
Alphonse de Polignac (1826 - 1863) fue un matemático francés, que estableció la conjetura que lleva su nombre, según la cual, para todo número natural k existen infinitos pares de primos cuya diferencia es 2·k. El caso k=1 es la conjetura de los números primos gemelos.